# Randolph (Maine)
Randolph es un pueblo ubicado en el condado de Kennebec en el estado estadounidense de Maine. En el Censo de 2010 tenía una población de 1.772 habitantes y una densidad poblacional de 306,53 personas por km².

## Geografía
Randolph se encuentra ubicado en las coordenadas 44°14′12″N 69°45′5″O / 44.23667, -69.75139. Según la Oficina del Censo de los Estados Unidos, Randolph tiene una superficie total de 5.78 km², de la cual 5.52 km² corresponden a tierra firme y (4.57%) 0.26 km² es agua.

## Demografía
Según el censo de 2010, había 1.772 personas residiendo en Randolph. La densidad de población era de 306,53 hab./km². De los 1.772 habitantes, Randolph estaba compuesto por el 97.35% blancos, el 0.4% eran afroamericanos, el 0.51% eran amerindios, el 0.28% eran asiáticos, el 0% eran isleños del Pacífico, el 0.28% eran de otras razas y el 1.19% pertenecían a dos o más razas. Del total de la población el 1.35% eran hispanos o latinos de cualquier raza.